# Von Siebold (krater)
För andra betydelser, se Siebold (olika betydelser).
Von Siebold är en nedslagskrater med en diameter på 32 kilometer, på planeten Venus. Von Siebold har fått sitt namn efter den tyske läkaren Josepha von Siebold.